# 非洲雞籠鯧
非洲鸡笼鲳（学名：Drepane africana）为輻鰭魚綱簾鯛科鸡笼鲳属的鱼类。其种加词“africana”意为“非洲的”。

## 分佈
本魚分布于東大西洋區，包括加納利群島、茅利塔尼亞至安哥拉等海域。

## 深度
水深10至75公尺。

## 特徵
本魚體側扁，略呈菱形。頭部陡斜，口小可向下突出，眼大，體色為銀白色或銀灰色，具9至10條暗色橫帶，胸鰭呈鐮刀狀，側線成弧形，尾鰭楔形，體長可達45公分。

## 生態
本魚棲息於沙泥底質的淺水域，屬雜食性，以有機碎屑及小型底棲無脊椎動物為食。

## 經濟利用
可作為食用魚。